# Søslaget ved Tripoli
Søslaget ved Tripoli var et søslag, der fandt sted ud for Tripoli i det nuværende Libyen den 16. maj 1797. Søslaget involverede en dansk flådestyrke under kommando af Steen Andersen Bille og en række tripolitanske flådefartøjer. Trods numerisk underlegenhed vandt den danske flådestyrke slaget. Resultatet var en fredstraktat mellem beyen af Tripoli og Danmark.

## Baggrund
Under det Osmanniske Rige udgjorde kystområdet i det nuværende Libyen og Tunesien en selvstændig provins. Området blev benævnt Tripolitanien eller Kongeriget Tripoli, på trods af, at der ikke var tale om et kongedømme, men en osmannisk provins, der blev styret af en lokal pasha (også kaldet bey). Området havde fra omkring midten af 1700-tallet været plaget af pirater og kapere, der med en tilladelse fra Beyen af Tripoli skaffede sig indtægter ved at opbringe handelsskibe i Middelhavet. Lasten på de opbragte skibe blev overtaget og skibenes besætninger blev holdt som gidsler med krav om løsesum eller blev solgt til slaveri. Kyststaterne i Nordafika opkrævede endvidere "tribut" (en slags "beskyttelsespenge") fra de stater, der besejlede området. 
Britiske og franske flådestyrker patruljerede i området og beskyttede handelsskibene, men også den dansk-norske flåde var aktiv i Middelhavet for at beskytte dansk-norske handelsskibe. I forbindelse med Napoleonskrigene trak Storbritannien og Frankrig flådestyrker væk fra Middelhavet for at koncentrere indsatsen i andre farvande, hvilket gjorde situationen mere anspændt for handelsskibene i området.

## Kapring af danske handelsskibe
Den nyligt udpegede Bey af Tripoli, Sidi Yussuf, krævede i 1795 en forøgelse af den lokale tribut og bemægtigede sig to danske handelsskibe. Besætningen blev holdt som gidsler med trussel om at blive solgt til slaveri. For at løse konflikten sendte Danmark fregatten Thetis til Tripoli den 30. august 1796. Thetis var bevæbnet med 40 kanoner og var under kommando af kaptajn Lorentz Fisker. Kaptajn Fisker havde to opgaver: dels at eskortere det årlige "presentskib" (Laurentius) til Algier, dels at sørge for frigivelse af de to beslaglagte danske handelsskibe og skibenes besætninger i Tripoli. Lorentz Fisker ankom til Tripoli med Thetis den 30. august 1796, men det lykkedes ham hverken at få frigivet de tilfangetagne sømænd eller at få forhandlet en løsesum. Ombord på Thetis var den danske billedhugger og tegner Bertel Thorvaldsen, der udførte en række portrætter og andre tegninger af besætningen under togtet.

## Slaget
Da det ikke lykkedes Lorentz Fisker og Thetis at forhandle en frigivelse af skibene og besætningerne på plads, sendte Danmark fregatten Najaden bevæbnet med 40 kanoner mod Middelhavet. Najaden var under kommando af kaptajn John Hoppe og om bord var Steen Andersen Bille, der var udset til at lede den danske styrke og forhandlingerne. Najaden sejlede mod Malta, hvor hun lagde til den 2. maj 1797. På Malta lå i forvejen briggen Sarpen bevæbnet med 18 kanoner under kommando af kaptajn Charles Christian De Holck. Den danske styrke sejlede herefter mod Lampedusa, hvor styrken hyrede en chebek bevæbnet med seks kanoner og indsatte en dansk besætning under løjtnant Hans Munck fra Sarpen. Skibene sejlede herefter samlet mod Tripoli under Billes kommando.
De tre danske skibe ankom til Tripoli den 15. maj 1797. Tripoli reagerede ved at sende seks skibe mod den danske styrke. De danske skibe blev også beskudt fra byens forter, herunder med fire kanoner, som den tripolianske udsending Abderahman al Bidiri havde fået foræret af den danske kong Christian 7. i 1772. Tripolis angrebsstyrke bestod af chebeken Meshuda med 28 kanoner samt to andre tilsvarende chebeker af samme størrelse samt tre mindre fartøjer. Selvom den danske kanonild anrettede stor skade på Tripolis styrker, lykkedes alligevel for tripolitanerne at komme tæt på de danske skibe og var tæt på at kunne borde Najaden. Det lykkedes imidlertid Hoppe at udmanøvrere tripolitanerne og undgå nederlag. Efter to timer trak tripolitanerne sig tilbage. De danske tab var minimale med en enkelt dræbt og en enkelt såret.
Herefter blokerede Bille havnen og stoppede handlen. De efterfølgende forhandlinger førte til en fredstraktat den 25. maj. Danmark accepterede at betale tribut også i fremtiden, men med et mindre beløb. De danske sømænd, der blev holdt som gidsler, blev frigivet.

## Efterspil
Den danske konge udbyggede den dansk-norske tilstedeværelse i Middelhavet efter søslaget og sendte yderligere tre fregatter og to brigger. Bille ledte den danske styrke i Middelhavet indtil han blev kaldt til København i 1801 for at blive chef for den danske flåde. Den danske styrke forblev i Middelhavet yderligere et par år efter, at Bille rejste til København, men blev trukket hjem i takt med, at spændingerne mellem Storbritannien og Danmark-Norge blev forøget under Napoleonskrigene. 

## Involverede skibe

### Danmark (Bille)
- Najaden 40 (flag)
- Sarpen 18
- En lejet chebek

### Tripoli
- Meshuda 28
- 2 andre chebeker med 28 kanoner
- 3 mindre fartøjer

## Eksterne links
- Efterrentninger om den danske og norske søemagt, Bind 4 med Steen Billes rapport om slaget og de efterfølgende forhandlinger og fredsslutning.

32°54′8″N 13°11′9″Ø / 32.90222°N 13.18583°Ø